# Robin Gonansa
Robin Gonansa (* 13. Januar 1991) ist ein singapurischer Badmintonspieler. 

## Karriere
Robin Gonansa wurde bei den Laos International 2009 und dem Smiling Fish 2010 jeweils Dritter im Herreneinzel. Bei den Chinese Taipei Open 2012, dem Indonesia Open Grand Prix Gold 2013 und den Vietnam Open 2013 stand er im Achtelfinale. Im Hauptfeld stand er des Weiteren bei der Singapur Super Series 2010, dem Malaysia Open Grand Prix Gold 2012, den Thailand Open 2012, den Vietnam Open 2012, dem Indonesia Open Grand Prix Gold 2012, den Macau Open 2012, dem India Open Grand Prix Gold 2012, dem Malaysia Open Grand Prix Gold 2013, den Thailand Open 2013, den Chinese Taipei Open 2013, den Vietnam Open 2013, der Singapur Super Series 2014 und dem Malaysia Open Grand Prix Gold 2014.